# Justicia agria
Justicia agria är en akantusväxtart som beskrevs av Brother Alain och Leonard. Justicia agria ingår i släktet Justicia och familjen akantusväxter. Inga underarter finns listade i Catalogue of Life.